# Trophées UNFP du football
I Trophées UNFP du football (in italiano "Trofei UNFP del calcio") sono i premi annuali assegnati in Francia dalla Union nationale des footballeurs professionnels (UNFP) ai migliori giocatori e allenatori della Ligue 1 e della Ligue 2, alla miglior calciatrice della Division 1 Féminine, dalla stagione 2024-2025 Première Ligue, e per il miglior arbitraggio.

## Storia
I premi sono stati istituiti nel 1988 con il nome di "Oscars du football" (Oscar del calcio) e sono stati assegnati nelle prime due edizioni ai migliori giocatori della Division 2.
Dal 1990 al 1993 i trofei non furono assegnati, nel 1994 l'iniziativa è stata ripresa grazie alla collaborazione con Canal+, che trasmette la cerimonia della consegna in diretta. Dal 1994 al 2000, i premi sono stati assegnati sia al miglior giocatore della Division 2, che al miglior giocatore, giovane e allenatore della Division 1. Nel 2001 sono stati premiati per la prima volta anche il miglior allenatore della Division 2 e la miglior calciatrice della Division 1 Féminine, mentre l'anno seguente sono stati introdotti i premi per il miglior portiere della Ligue 1 e della Ligue 2, il miglior arbitro e il gol più bello. Dal 2003 viene premiata anche la squadra ideale sia della Ligue 1 sia della Ligue 2.
Nel 2004 il premio ha cambiato nome passando da Oscars du football a Trophées UNFP du football.

## Albo d'oro

### Division 1/Ligue 1

#### Miglior giocatore, giovane, portiere e allenatore
I calciatori che hanno vinto il maggior numero di riconoscimenti per il miglior giocatore sono il portoghese Pauleta e il belga Eden Hazard, premiati per due volte (consecutive). Quest'ultimo è anche l'unico ad aver vinto due volte il premio come miglior giovane. Steve Mandanda è stato il portiere premiato più volte (5) come migliore nel proprio ruolo.
| Anno | Miglior giocatore      | Miglior giocatore | Miglior giovane      | Miglior giovane  | Miglior portiere         | Miglior portiere | Miglior allenatore                 | Miglior allenatore     |
| ---- | ---------------------- | ----------------- | -------------------- | ---------------- | ------------------------ | ---------------- | ---------------------------------- | ---------------------- |
| 1994 | David Ginola           | Paris SG          | Zinédine Zidane      | Bordeaux         |                          |                  | Luis Fernández                     | Cannes                 |
| 1995 | Vincent Guérin         | Paris SG (2)      | Florian Maurice      | O. Lione         | Francis Smerecki         | Guingamp         |                                    |                        |
| 1996 | Zinédine Zidane        | Bordeaux          | Robert Pirès         | Metz             | Guy Roux                 | Auxerre          |                                    |                        |
| 1997 | Sonny Anderson         | Monaco            | Thierry Henry        | Monaco           | Jean Tigana              | Monaco           |                                    |                        |
| 1998 | Marco Simone           | Paris SG (3)      | David Trezeguet      | Monaco (2)       | Daniel Leclercq          | Lens             |                                    |                        |
| 1999 | Ali Benarbia           | Bordeaux (2)      | Olivier Monterrubio  | Nantes           | Élie Baup                | Bordeaux         |                                    |                        |
| 2000 | Marcelo Gallardo       | Monaco (2)        | Philippe Christanval | Monaco (3)       | Claude Puel              | Monaco (2)       |                                    |                        |
| 2001 | Éric Carrière          | Nantes            | Sidney Govou         | O. Lione (2)     | Raynald Denoueix         | Nantes           |                                    |                        |
| 2002 | Pauleta                | Bordeaux (3)      | Djibril Cissé        | Auxerre          | Ulrich Ramé              | Bordeaux         | Joël Muller                        | Lens (2)               |
| 2003 | Pauleta (2)            | Bordeaux (4)      | Lionel Mathis        | Auxerre (2)      | Grégory Coupet           | O. Lione         | Guy Lacombe                        | Sochaux                |
| 2004 | Didier Drogba          | O. Marsiglia      | Patrice Evra         | Monaco (4)       | Grégory Coupet (2)       | O. Lione (2)     | Didier Deschamps                   | Monaco (3)             |
| 2005 | Michael Essien         | O. Lione          | Jérémy Toulalan      | Nantes (2)       | Grégory Coupet (3)       | O. Lione (3)     | Paul Le Guen                       | O. Lione               |
| 2006 | Juninho                | O. Lione (2)      | Franck Ribéry        | O. Marsiglia     | Grégory Coupet (4)       | O. Lione (4)     | Claude Puel (2)                    | Lilla                  |
| 2007 | Florent Malouda        | O. Lione (3)      | Samir Nasri          | O. Marsiglia (2) | Teddy Richert            | Sochaux          | Gérard Houllier                    | O. Lione (2)           |
| 2008 | Karim Benzema          | O. Lione (4)      | Hatem Ben Arfa       | O. Lione (3)     | Steve Mandanda           | O. Marsiglia     | Laurent Blanc                      | Bordeaux (2)           |
| 2009 | Yoann Gourcuff         | Bordeaux (5)      | Eden Hazard          | Lilla            | Hugo Lloris              | O. Lione (5)     | Eric Gerets                        | O. Marsiglia           |
| 2010 | Lisandro López         | O. Lione (5)      | Eden Hazard (2)      | Lilla (2)        | Hugo Lloris (2)          | O. Lione (6)     | Jean Fernandez                     | Auxerre (2)            |
| 2011 | Eden Hazard            | Lilla             | Mamadou Sakho        | Paris SG         | Steve Mandanda (2)       | O. Marsiglia (2) | Rudi Garcia                        | Lilla (2)              |
| 2012 | Eden Hazard (2)        | Lilla (2)         | Younès Belhanda      | Montpellier      | Hugo Lloris (3)          | O. Lione (7)     | René Girard                        | Montpellier            |
| 2013 | Zlatan Ibrahimović     | Paris SG (4)      | Florian Thauvin      | Bastia           | Salvatore Sirigu         | Paris SG         | Carlo Ancelotti Christophe Galtier | Paris SG Saint-Étienne |
| 2014 | Zlatan Ibrahimović (2) | Paris SG (5)      | Marco Verratti       | Paris SG (2)     | Salvatore Sirigu (2)     | Paris SG (2)     | René Girard (2)                    | Lilla (3)              |
| 2015 | Alexandre Lacazette    | O. Lione (6)      | Nabil Fekir          | O. Lione (4)     | Steve Mandanda (3)       | O. Marsiglia (3) | Laurent Blanc (2)                  | Paris SG (2)           |
| 2016 | Zlatan Ibrahimović (3) | Paris SG (6)      | Ousmane Dembélé      | Rennes           | Steve Mandanda (4)       | O. Marseille (4) | Laurent Blanc (3)                  | Paris SG (3)           |
| 2017 | Edinson Cavani         | Paris SG (7)      | Kylian Mbappé        | Monaco (5)       | Danijel Subašić          | Monaco           | Leonardo Jardim                    | Monaco (4)             |
| 2018 | Neymar                 | Paris SG (8)      | Kylian Mbappé (2)    | Paris SG (3)     | Steve Mandanda (5)       | O. Marseille (5) | Unai Emery                         | Paris SG (4)           |
| 2019 | Kylian Mbappé          | Paris SG (9)      | Kylian Mbappé (3)    | Paris SG (4)     | Mike Maignan             | Lilla            | Christophe Galtier (2)             | Lilla (4)              |
| 2020 | Non assegnato          | Non assegnato     | Non assegnato        | Non assegnato    | Non assegnato            | Non assegnato    | Non assegnato                      | Non assegnato          |
| 2021 | Kylian Mbappé (2)      | Paris SG (10)     | Aurélien Tchouaméni  | Monaco (6)       | Keylor Navas             | Paris SG (3)     | Christophe Galtier (3)             | Lilla (5)              |
| 2022 | Kylian Mbappé (3)      | Paris SG (11)     | William Saliba       | O. Marsiglia (3) | Gianluigi Donnarumma     | Paris SG (4)     | Bruno Génésio                      | Rennes                 |
| 2023 | Kylian Mbappé (4)      | Paris SG (12)     | Nuno Mendes          | Paris SG (5)     | Brice Samba              | Lens             | Franck Haise                       | Lens (3)               |
| 2024 | Kylian Mbappé (5)      | Paris SG (13)     | Warren Zaïre-Emery   | Paris SG (6)     | Gianluigi Donnarumma (2) | Paris SG (5)     | Eric Roy                           | Brest                  |
| 2025 | Ousmane Dembélé        | Paris SG (14)     | Désiré Doué          | Paris SG (7)     | Lucas Chevalier          | Lille (2)        | Luis Enrique                       | Paris SG (5)           |

#### Squadra ideale
La squadra ideale è composta da un portiere (vincitore anche del premio come miglior portiere), 4 difensori, 4 centrocampisti e 2 attaccanti. Solo nel 2010 sono stati invece inseriti 3 centrocampisti e altrettanti attaccanti.
I giocatori che hanno fatto parte per più volte della formazione ideale sono il portiere Grégory Coupet, inserito 4 volte durante la militanza all'Olympique Lione, e il difensore Vitorino Hilton, scelto 2 volte quando giocava per il Lens e una con Olympique Marsiglia e Montpellier.
| Anno | Portiere                            | Difensori | Centrocampisti                                                                                                  | Attaccanti                                                                                           |
| ---- | ----------------------------------- | --- | --- | --- |
| 2003 | Grégory Coupet (O. Lione)           | Johan Radet (Auxerre) Daniel Van Buyten (O. Marsiglia) Philippe Mexès (Auxerre) Manuel dos Santos (O. Marsiglia)     | Benoît Pedretti (Sochaux) Michael Essien (Bastia) Ludovic Giuly (Monaco) Jérôme Rothen (Monaco)                 | Shabani Nonda (Monaco) Pauleta (Bordeaux)                                                            |
| 2004 | Grégory Coupet (2) (O. Lione)       | Bernard Mendy (Paris SG) Mario Yepes (Nantes) Sébastien Squillaci (Monaco) Patrice Evra (Monaco)                     | Benoît Pedretti (2) (Sochaux) Lucas Bernardi (Monaco) Ludovic Giuly (2) (Monaco) Juninho (O. Lione)             | Didier Drogba (O. Marsiglia) Fernando Morientes (Monaco)                                             |
| 2005 | Grégory Coupet (3) (O. lyonnais)    | Habib Beye (O. Marsiglia) Cris (O. Lione) Gaël Givet (Monaco) Éric Abidal (O. Lione)                                 | Bonaventure Kalou (Auxerre) Juninho (2) (O. Lione) Michael Essien (2) (O. Lione) Florent Malouda (O. Lione)     | Sylvain Wiltord (O. Lione) Alexander Frei (Rennes)                                                   |
| 2006 | Grégory Coupet (4) (O. Lione)       | David Jemmali (Bordeaux) Cris (2) (O. Lione) Mario Yepes (2) (Paris SG) Éric Abidal (2) (O. Lione)                   | Mahamadou Diarra (O. Lione) Juninho (3) (O. Lione) Franck Ribéry (O. Marsiglia) Florent Malouda (2) (O. Lione)  | Sylvain Wiltord (2) (O. Lione) Pauleta (2) (Paris SG)                                                |
| 2007 | Teddy Richert (Sochaux)             | Bacary Sagna (Auxerre) Cris (3) (O. Lione) Vitorino Hilton (Lens) Éric Abidal (3) (O. Lione)                         | Abdul Kader Keïta (Lilla) Samir Nasri (O. Marsiglia) Seydou Keita (Lens) Florent Malouda (3) (O. Lione)         | Steve Savidan (Valenciennes) Johan Elmander (Tolosa)                                                 |
| 2008 | Steve Mandanda (O. Marsiglia)       | Laurent Bonnart (O. Marsiglia) Sébastien Puygrenier (Nancy) Vitorino Hilton (2) (Lens) Taye Taiwo (O. Marsiglia)     | Jérémy Toulalan (O. Lione) Benoît Cheyrou (O. Marsiglia) Mathieu Valbuena (O. Marsiglia) Wendel (Bordeaux)      | Mamadou Niang (O. Marsiglia) Karim Benzema (O. Lione)                                                |
| 2009 | Hugo Lloris (O. Lione)              | Rod Fanni (Rennes) Souleymane Diawara (Bordeaux) Vitorino Hilton (3) (O. Marsiglia) Taye Taiwo (2) (O. Marsiglia)    | Stéphane Sessègnon (Paris SG) Benoît Cheyrou (2) (O. Marsiglia) Yoann Gourcuff (Bordeaux) Michel Bastos (Lilla) | Guillaume Hoarau (Paris SG) André-Pierre Gignac (Tolosa)                                             |
| 2010 | Hugo Lloris (2) (O. Lione)          | Rod Fanni (2) (Rennes) Souleymane Diawara (2) (O. Marsiglia) Michaël Ciani (Bordeaux) Benoît Trémoulinas (Bordeaux)  | Benoît Cheyrou (3) (O. Marsiglia) Yoann Gourcuff (2) (Bordeaux) Eden Hazard (Lilla)                             | Lisandro López (O. Lione) Marouane Chamakh (Bordeaux) Mamadou Niang (2) (O. Marsiglia)               |
| 2011 | Steve Mandanda (2) (O. Marsiglia)   | Anthony Réveillère (O. Lione) Adil Rami (Lilla) Mamadou Sakho (Paris SG) Taye Taiwo (3) (O. Marsiglia)               | Gervinho (Lilla) Yann M'Vila (Rennes) Eden Hazard (2) (Lilla) Nenê (Paris SG)                                   | Kevin Gameiro (Lorient) Moussa Sow (Lilla)                                                           |
| 2012 | Hugo Lloris (3) (O. Lione)          | Mathieu Debuchy (Lilla) Nicolas N'Koulou (O. Marsiglia) Vitorino Hilton (4) (Montpellier) Henri Bedimo (Montpellier) | Étienne Capoue (Tolosa) Rio Mavuba (Lilla) Eden Hazard (3) (Lilla) Younès Belhanda (Montpellier)                | Olivier Giroud (Montpellier) Nenê (2) (Paris SG)                                                     |
| 2013 | Salvatore Sirigu (Paris SG)         | Christophe Jallet (Paris SG) Nicolas N'Koulou (2) (O. Marsiglia) Thiago Silva (Paris SG) Maxwell (Paris SG)          | Mathieu Valbuena (2) (O. Marsiglia) Marco Verratti (Paris SG) Blaise Matuidi (Paris SG) Dimitri Payet (Lilla)   | Zlatan Ibrahimović (Paris SG) Pierre-Emerick Aubameyang (Saint-Étienne)                              |
| 2014 | Salvatore Sirigu (2) (Paris SG)     | Serge Aurier (Tolosa) Thiago Silva (2) (Paris SG) Loïc Perrin (Saint-Étienne) Layvin Kurzawa (Monaco)                | Marco Verratti (2) (Paris SG) Thiago Motta (Paris SG) James Rodríguez (Monaco)                                  | Alexandre Lacazette (O. Lione) Zlatan Ibrahimović (2) (Paris SG) Edinson Cavani (Paris SG)           |
| 2015 | Steve Mandanda (3) (O. Marsiglia)   | Christophe Jallet (2) (O. Lione) Thiago Silva (3) (Paris SG) David Luiz (Paris SG) Maxwell (2) (Paris SG)            | Marco Verratti (3) (Paris SG) Javier Pastore (Paris SG) Dimitri Payet (2) (O. Marsiglia)                        | Nabil Fekir (O. Lione) Zlatan Ibrahimović (3) (Paris SG) Alexandre Lacazette (2) (O. Lione)          |
| 2016 | Steve Mandanda (4) (O. Marsiglia)   | Serge Aurier (2) (Paris SG) Thiago Silva (4) (Paris SG) David Luiz (2) (Paris SG) Maxwell (3) (Paris SG)             | Lassana Diarra (O. Marsiglia) Marco Verratti (4) (Paris SG) Blaise Matuidi (2) (Paris SG)                       | Hatem Ben Arfa (Nizza) Zlatan Ibrahimović (4) (Paris SG) Ángel Di María (Paris SG)                   |
| 2017 | Danijel Subašić (Monaco)            | Djibril Sidibé (Monaco) Kamil Glik (Monaco) Thiago Silva (5) (Paris SG) Benjamin Mendy (Monaco)                      | Marco Verratti (5) (Paris SG) Bernardo Silva (Monaco) Jean Michaël Seri (Nizza)                                 | Alexandre Lacazette (3) (O. Lione) Edinson Cavani (2) (Paris SG) Kylian Mbappé (Monaco)              |
| 2018 | Steve Mandanda (5) (O. Marsiglia)   | Dani Alves (Paris SG) Marquinhos (Paris SG) Thiago Silva (6) (Paris SG) Ferland Mendy (O. Lione)                     | Marco Verratti (6) (Paris SG) Luiz Gustavo (O. Marsiglia) Nabil Fekir (2) (O. Lione)                            | Neymar (Paris SG) Edinson Cavani (3) (Paris SG) Kylian Mbappé (2) (Paris SG)                         |
| 2019 | Mike Maignan (Lilla)                | Kenny Lala (Strasburgo) Marquinhos (2) (Paris SG) Thiago Silva (7) (Paris SG) Ferland Mendy (2) (O. Lione)           | Ángel Di María (2) (Paris SG) Tanguy Ndombele (O. Lione) Marco Verratti (7) (Paris SG)                          | Nicolas Pépé (Lilla) Kylian Mbappé (3) (Paris SG) Neymar (2) (Paris SG)                              |
| 2020 | Non assegnato                       | Non assegnato | Non assegnato                                                                                                   | Non assegnato                                                                                        |
| 2021 | Keylor Navas (Paris SG)             | Jonathan Clauss (Lens) Marquinhos (3) (Paris SG) Presnel Kimpembe (Paris SG) Reinildo Mandava (Lilla)                | Aurélien Tchouaméni (Monaco) Lucas Paquetá (O. Lione) Benjamin André (Lilla)                                    | Memphis Depay (O. Lione) Neymar (3) (Paris SG) Kylian Mbappé (4) (Paris SG)                          |
| 2022 | Gianluigi Donnarumma (Paris SG)     | Jonathan Clauss (2) (Lens) Marquinhos (4) (Paris SG) William Saliba (O. Marsiglia) Nuno Mendes (Paris SG)            | Dimitri Payet (3) (O. Marsiglia) Aurélien Tchouaméni (2) (Monaco) Seko Fofana (Lens)                            | Martin Terrier (Rennes) Wissam Ben Yedder (Monaco) Kylian Mbappé (5) (Paris SG)                      |
| 2023 | Brice Samba (Lens)                  | Nuno Mendes (2) (Paris SG) Kevin Danso (Lens) Chancel Mbemba (O. Marsiglia) Achraf Hakimi (Paris SG)                 | Seko Fofana (2) (Lens) Valentin Rongier (O. marsiglia) Khéphren Thuram (Nizza)                                  | Loïs Openda (Lens) Lionel Messi (Paris SG) Kylian Mbappé (6) (Paris SG)                              |
| 2024 | Gianluigi Donnarumma (2) (Paris SG) | Bradley Locko (Brest) Marquinhos (5) (Paris SG) Leny Yoro (Lilla) Achraf Hakimi (2) (Paris SG)                       | Vitinha (Paris SG) Pierre Lees-Melou (Brest) Warren Zaïre-Emery (Paris SG)                                      | Ousmane Dembélé (Paris SG) Pierre-Emerick Aubameyang (2) (O. Marsiglia) Kylian Mbappé (7) (Paris SG) |

#### Gol più bello
Il premio viene assegnato in base ai pareri espressi dai tifosi tramite un sondaggio promosso da Canal+.
| Anno | Giocatore          | Squadra                 | Data                            | Avversario          | Punteggio     |
| ---- | ------------------ | ----------------------- | ------------------------------- | ------------------- | ------------- |
| 2002 | Antoine Sibierski  | Lens                    | 18 dicembre 2001 (18ª giornata) | Nantes              | 3-0           |
| 2003 | Ronaldinho         | Paris Saint-Germain     | 22 febbraio 2003 (28ª giornata) | Guingamp            | 3-2           |
| 2004 | Didier Drogba      | Olympique Marsiglia     | 4 febbraio 2004 (18ª giornata)  | Montpellier         | 1-0           |
| 2005 | Laurent Batlles    | Olympique Marsiglia (2) | 29 gennaio 2005 (24ª giornata)  | Tolosa              | 3-1           |
| 2006 | Franck Ribéry      | Olympique Marsiglia (3) | 19 novembre 2005 (15ª giornata) | Nantes              | 2-1           |
| 2007 | Ilan               | Saint-Étienne           | 24 febbraio 2007 (26ª giornata) | Paris Saint-Germain | 2-0           |
| 2008 | Mathieu Valbuena   | Olympique Marsiglia (4) | 26 gennaio 2008 (23ª giornata)  | Caen                | 6-1           |
| 2009 | Yoann Gourcuff     | Bordeaux                | 11 gennaio 2009 (20ª giornata)  | Paris Saint-Germain | 4-0           |
| 2010 | Mamadou Niang      | Olympique Marsiglia (5) | 19 settembre 2009 (6ª giornata) | Montpellier         | 4-2           |
| 2011 | Non assegnato      | Non assegnato           | Non assegnato                   | Non assegnato       | Non assegnato |
| 2012 | Younès Belhanda    | Montpellier             | 11 aprile 2012 (30ª giornata)   | Olympique Marsiglia | 3-1           |
| 2013 | Saber Khelifa      | Evian                   | 12 maggio 2013 (36ª giornata)   | Nizza               | 4-0           |
| 2014 | Zlatan Ibrahimović | Paris Saint-Germain (2) | 19 ottobre 2013 (10ª giornata)  | Bastia              | 4-0           |
| 2015 | Julian Palmieri    | Bastia                  | 10 gennaio 2015 (20ª giornata)  | Paris Saint-Germain | 4-2           |
| 2016 | Pierrick Capelle   | Angers                  | 27 febbraio 2016 (28ª giornata) | Guingamp            | 2-2           |
| 2017 | Memphis Depay      | Olympique Lione         | 12 marzo 2017 (29ª giornata)    | Tolosa              | 4-0           |
| 2018 | Malcom             | Bordeaux (2)            | 1º dicembre 2017 (16ª giornata) | Dijon               | 2-3           |
| 2019 | Loïc Rémy          | Lilla                   | 12 maggio 2019 (36ª giornata)   | Bordeaux            | 1-0           |
| 2020 | Non assegnato      | Non assegnato           | Non assegnato                   | Non assegnato       | Non assegnato |
| 2021 | Burak Yılmaz       | Lilla (2)               | 7 maggio 2021 (36ª giornata)    | Lens                | 3-0           |
| 2022 | Bamba Dieng        | Olympique Marsiglia (6) | 12 dicembre 2021 (18ª giornata) | Strasburgo          | 1-0           |
| 2023 | Elye Wahi          | Montpellier (2)         | 22 ottobre 2023 (12ª giornata)  | Olympique Lione     | 1-2           |
| 2024 | Kamory Doumbia     | Brest                   | 20 dicembre 2023 (17ª giornata) | Lorient             | 4-0           |

### Division 2/Ligue 2

#### Miglior giocatore, portiere e allenatore
| Anno      | Miglior giocatore              | Miglior giocatore    | Miglior portiere    | Miglior portiere | Miglior allenatore | Miglior allenatore |
| --------- | ------------------------------ | -------------------- | ------------------- | ---------------- | ------------------ | ------------------ |
| 1987      | Laurent Blanc Abedi Pelé       | Montpellier Mulhouse |                     |                  |                    |                    |
| 1988      | Roberto Cabañas Eugène Kabongo | Brest O. Lione       |                     |                  |                    |                    |
| 1989-1993 | Non assegnato                  | Non assegnato        |                     |                  |                    |                    |
| 1994      | Jocelyn Gourvennec             | Rennes               |                     |                  |                    |                    |
| 1995      | Tony Vairelles                 | Nancy                |                     |                  |                    |                    |
| 1996      | Marcel Dib                     | O. Marsiglia         |                     |                  |                    |                    |
| 1997      | Thierry Moreau                 | Tolosa               |                     |                  |                    |                    |
| 1998      | Stéphane Pédron                | Lorient              |                     |                  |                    |                    |
| 1999      | Kader Ferhaoui                 | Saint-Étienne        |                     |                  |                    |                    |
| 2000      | Mickaël Pagis                  | Nîmes                |                     |                  |                    |                    |
| 2001      | Francileudo Santos             | Sochaux              | Jean Fernandez      | Sochaux          |                    |                    |
| 2002      | Alain Caveglia                 | Le Havre             | Stéphane Trévisan   | Ajaccio          | Jacky Bonnevay     | Beauvais           |
| 2003      | Cédric Fauré                   | Tolosa (2)           | Christophe Revault  | Tolosa           | Erick Mombaerts    | Tolosa             |
| 2004      | Xavier Gravelaine              | Istres               | Jérémie Janot       | Saint-Étienne    | Mehmed Baždarević  | Istres             |
| 2005      | Bakari Koné                    | Lorient (2)          | Gennaro Bracigliano | Nancy            | Jean-Marc Furlan   | Troyes             |
| 2006      | Karim Ziani                    | Lorient (3)          | Fabien Audard       | Lorient          | Antoine Kombouaré  | Valenciennes       |
| 2007      | Yoan Gouffran                  | Caen                 | Stéphane Cassard    | Strasburgo       | Francis De Taddeo  | Metz               |
| 2008      | Guillaume Hoarau               | Le Havre (2)         | Christophe Revault  | Le Havre         | Jean-Marc Nobilo   | Le Havre           |
| 2009      | Paul Alo'o Efoulou             | Angers               | Vedran Runje        | Lens             | Philippe Montanier | Boulogne           |
| 2010      | Olivier Giroud                 | Tours                | Steeve Elana        | Brest            | Alex Dupont        | Brest              |
| 2011      | Sebastián Ribas                | Digione              | Benoît Costil       | Sedan            | Bernard Casoni     | Evian TG           |
| 2012      | Jérôme Rothen                  | Bastia               | Magno Macedo Novaes | Bastia           | Frédéric Hantz     | Bastia             |
| 2013      | Gilbert Imbula                 | Guingamp             | Zacharie Boucher    | Le Havre (2)     | Jocelyn Gourvennec | Guingamp           |
| 2014      | Diafra Sakho                   | Metz                 | Alphonse Areola     | Lens (2)         | Albert Cartier     | Metz (2)           |
| 2015      | Jonathan Kodjia                | Angers (2)           | Denis Petrić        | Troyes           | Jean-Marc Furlan   | Troyes (2)         |
| 2016      | Famara Diedhiou                | Clermont             | Baptiste Reynet     | Dijon            | Olivier Dall'Oglio | Dijon              |
| 2017      | John Bostock                   | Lens                 | Nicolas Douchez     | Lens (3)         | Bernard Blaquart   | Nîmes              |
| 2018      | Diego Rigonato                 | Reims                | Paul Bernardoni     | Clermont         | David Guion        | Reims              |
| 2019      | Gaëtan Charbonnier             | Brest                | Vincent Demarconnay | Paris FC         | Pascal Gastien     | Clermont           |
| 2020      | Non assegnato                  | Non assegnato        | Non assegnato       | Non assegnato    | Non assegnato      | Non assegnato      |
| 2021      | Amine Adli                     | Tolosa (3)           | Gauthier Gallon     | Troyes (2)       | Pascal Gastien     | Clermont (2)       |
| 2022      | Branco van den Boomen          | Tolosa (4)           | Benjamin Leroy      | Ajaccio (2)      | Philippe Montanier | Tolosa (2)         |

#### Squadra ideale
| Anno | Portiere                          | Difensori                                                                                                  | Centrocampisti                                                                                                | Attaccanti                                                                                |
| ---- | --------------------------------- | --- | --- | ----------------------------------------------------------------------------------------- |
| 2003 | Christophe Revault (Tolosa)       | Alexandre Dujeux (Châteauroux) Stéphane Lièvre (Tolosa) William Prunier (Tolosa) Franck Signorino (Metz)   | Achille Emana (Tolosa) Philippe Celdran (Le Mans) Grégory Proment (Metz)                                      | Daniel Cousin (Le Mans) Emmanuel Adebayor (Metz) Cédric Fauré (Tolosa)                    |
| 2004 | Jérémie Janot (Saint-Étienne)     | Jérôme Foulon (Chamois Niortais) Brahim Thiam (Istres) Aziz Ben Askar (Caen) Hérita Ilunga (Saint-Étienne) | Julien Sablé (Saint-Étienne) Fabrice Abriel (Amiens) David Hellebuyck (Saint-Étienne)                         | Xavier Gravelaine (Istres) David Suarez (Amiens) Laurent Dufresne (Nancy)                 |
| 2005 | Gennaro Bracigliano (Nancy)       | Juan-Luis Montero (Troyes) Damien Perquis (Troyes) Pape Diakhaté (Nancy) Nadir Belhadj (Sedan)             | Kamel Chafni (Châteauroux) Olivier Thomas (Le Mans) Benjamin Nivet (Troyes) Gaël Danic (Grenoble)             | Sébastien Grax (Troyes) Bakari Koné (Lorient)                                             |
| 2006 | Fabien Audard (Lorient)           | David Ducourtioux (Sedan) Éric Chelle (Valenciennes) Sylvain Marchal (Lorient) Nadir Belhadj (2) (Sedan)   | Stéphane Noro (Sedan) Pascal Camadini (Bastia) Ronald Zubar (Caen) Karim Ziani (Lorient)                      | Jean-Michel Lesage (Le Havre) Steve Savidan (Valenciennes)                                |
| 2007 | Stéphane Cassard (Strasburgo)     | Franck Béria (Metz) Papa Malick Diop (Metz) Abasse Ba (Digione) Cédric Hengbart (Caen)                     | Grégory Proment (2) (Caen) Julien Cardy (Metz) Yoan Gouffran (Caen) Julien Féret (Stade Reims)                | Jean-Michel Lesage (2) (Le Havre) Babacar Gueye (Metz)                                    |
| 2008 | Christophe Revault (2) (Le Havre) | Jean-Jacques Pierre (Nantes) Jérémy Henin (Le Havre) Nicolas Gillet (Le Havre) Rémi Maréval (Nantes)       | Jamel Aït Ben Idir (Le Havre) David De Freitas (Nantes) Gaël Danic (2) (Troyes) Fahid Ben Khalfallah (Angers) | Guillaume Hoarau (Le Havre) Grégory Thil (Boulogne)                                       |
| 2009 | Vedran Runje (Lens)               | Yohan Demont (Lens) Laurent Koscielny (Tours) Éric Chelle (2) (Lens) Marco Ramos (Lens)                    | Bocundji Ca (Tours) Renaud Cohade (Strasburgo) Tino Costa (Montpellier)                                       | Grégory Thil (2) (Boulogne) Paul Alo'o Efoulou (Angers) Víctor Hugo Montaño (Montpellier) |
| 2010 | Steeve Elana (Brest)              | Omar Daf (Brest) Grégory Leca (Caen) Paul Baysse (Sedan) Grégory Tafforeau (Caen)                          | Bruno Grougi (Brest) Benjamin Nivet (2) (Caen) Romain Hamouma (Laval)                                         | Nolan Roux (Brest) Olivier Giroud (Tours) Anthony Modeste (Angers)                        |
| 2011 | Benoît Costil (Sedan)             | Sébastien Corchia (Le Mans) Grégory Cerdan (Le Mans) Benjamin Genton (Le Havre) Cédric Fabien (Boulogne)   | Romain Alessandrini (Clermont) Olivier Sorlin (Evian TG) Rudy Haddad (Châteauroux) Benjamin Corgnet (Digione) | Sebastián Ribas (Digione) Sloan Privat (Clermont)                                         |
| 2012 | Magno Macedo Novaes (Bastia)      | Kassim Abdallah (Sedan) Anthony Weber (Stade Reims) Mickaël Tacalfred (Stade Reims) Féthi Harek (Bastia)   | Sadio Diallo (Bastia) Wahbi Khazri (Bastia) Jérôme Rothen (Bastia) Romain Alessandrini (2) (Clermont)         | Ryan Mendes (Le Havre) Kamel Ghilas (Stade Reims)                                         |
| 2013 | Zacharie Boucher (Le Havre)       | Jean Calvé (Caen) Andrea Raggi (Monaco) Gabriel Cichero (Nantes) Raphaël Guerreiro (Caen)                  | Gilbert Imbula (Guingamp) Mounir Obbadi (Monaco) Valère Germain (Monaco) Filip Đorđević (Nantes)              | Claudiu Keșerü (Angers) Mustapha Yatabaré (Guingamp)                                      |
| 2014 | Alphonse Areola (Lens)            | Romain Métanire (Metz) Alaeddine Yahia (Lens) Sylvain Marchal (2) (Metz) Ludovic Baal (Lens)               | N'Golo Kanté (Caen) Benjamin Nivet (3) (Troyes) Jeff Louis (Nancy) Yannis Salibur (Clermont)                  | Andy Delort (Tours) Diafra Sakho (Metz)                                                   |

### Première Ligue/Division 1 Féminine

#### Miglior giocatrice, giovane, portiere
Un trofeo viene dato alla miglior giocatrice in Première Ligue.
L'Olympique Lione è la squadra più rappresentata nella lista delle migliori giocatrice del campionato femminile francese (10 volte).
| Edizione | Miglior giocatrice                                                            | Migliore speranza                                                             | Migliore portiere                                                             |                                                                               |
| -------- | ----------------------------------------------------------------------------- | ----------------------------------------------------------------------------- | ----------------------------------------------------------------------------- | ----------------------------------------------------------------------------- |
| 2001     | Anne Zenoni (Tolosa)                                                          |                                                                               |                                                                               |                                                                               |
| 2002     | Marinette Pichon (Saint-Memmie Olympique)                                     |                                                                               |                                                                               |                                                                               |
| 2003     | Sandrine Soubeyrand (FCF Juvisy)                                              |                                                                               |                                                                               |                                                                               |
| 2004     | Sonia Bompastor (Saint-Memmie Olympique)                                      |                                                                               |                                                                               |                                                                               |
| 2005     | Marinette Pichon (2) (FCF Juvisy)                                             |                                                                               |                                                                               |                                                                               |
| 2006     | Camille Abily (Montpellier)                                                   |                                                                               |                                                                               |                                                                               |
| 2007     | Camille Abily (2) (Olympique Lione)                                           |                                                                               |                                                                               |                                                                               |
| 2008     | Sonia Bompastor (2) (Olympique Lione)                                         |                                                                               |                                                                               |                                                                               |
| 2009     | Louisa Nécib (Olympique Lione)                                                |                                                                               |                                                                               |                                                                               |
| 2010     | Eugénie Le Sommer (Stade Briochin)                                            |                                                                               |                                                                               |                                                                               |
| 2011     | Élise Bussaglia (Paris Saint-Germain)                                         |                                                                               |                                                                               |                                                                               |
| 2012     | Gaëtane Thiney (FCF Juvisy)                                                   |                                                                               |                                                                               |                                                                               |
| 2013     | Lotta Schelin (Olympique Lione)                                               |                                                                               |                                                                               |                                                                               |
| 2014     | Gaëtane Thiney (2) (FCF Juvisy)                                               |                                                                               |                                                                               |                                                                               |
| 2015     | Eugénie Le Sommer (2) (Olympique Lione)                                       |                                                                               |                                                                               |                                                                               |
| 2016     | Amel Majri (Olympique Lione)                                                  | Griedge Mbock Bathy (Olympique Lione)                                         |                                                                               |                                                                               |
| 2017     | Dzsenifer Marozsán (Olympique Lione)                                          | Sakina Karchaoui (Montpellier)                                                |                                                                               |                                                                               |
| 2018     | Dzsenifer Marozsán (2) (Olympique Lione)                                      | Marie-Antoinette Katoto (Paris Saint-Germain)                                 |                                                                               |                                                                               |
| 2019     | Dzsenifer Marozsán (3) (Olympique Lione)                                      | Marie-Antoinette Katoto (2) (Paris Saint-Germain)                             |                                                                               |                                                                               |
| 2020     | Non assegnato; edizione annullata causa della pandemia di COVID-19 in Francia | Non assegnato; edizione annullata causa della pandemia di COVID-19 in Francia | Non assegnato; edizione annullata causa della pandemia di COVID-19 in Francia | Non assegnato; edizione annullata causa della pandemia di COVID-19 in Francia |
| 2021     | Kadidiatou Diani (Paris Saint-Germain)                                        | Sandy Baltimore (Paris Saint-Germain)                                         | Christiane Endler (Paris Saint-Germain)                                       |                                                                               |
| 2022     | Marie-Antoinette Katoto (Paris Saint-Germain)                                 | Laurina Fazer (Paris Saint-Germain)                                           | Christiane Endler (2) (Olympique Lione)                                       |                                                                               |
| 2023     | Delphine Cascarino (Olympique Lione)                                          | Laurina Fazer (2) (Paris Saint-Germain)                                       | Christiane Endler (3) (Olympique Lione)                                       |                                                                               |
| 2024     | Tabitha Chawinga (Paris Saint-Germain)                                        | Louna Ribadeira (Paris FC)                                                    | Chiamaka Nnadozie (Paris FC)                                                  |                                                                               |
| 2025     | Clara Matéo (Paris FC)                                                        | Tara Elimbi Gilbert (Paris Saint-Germain)                                     | Christiane Endler (4) (Olympique Lione)                                       |                                                                               |

#### Squadra ideale
Una squadra ideale per la stagione in Division 1 Féminine, poi in Première Ligue, viene selezionata dal 2021.
| Anno | Portiere                                | Difensori | Centrocampisti | Attaccanti |
| ---- | --------------------------------------- | --- | --- | --- |
| 2021 | Christiane Endler (Paris Saint-Germain) | Ashley Lawrence (Paris Saint-Germain) Wendie Renard (Olympique Lione) Irene Paredes (Paris Saint-Germain) Sakina Karchaoui (Paris Saint-Germain)                      | Grace Geyoro (Paris Saint-Germain) Sandy Baltimore (Paris Saint-Germain) Dzsenifer Marozsán (Olympique Lione)       | Delphine Cascarino (Olympique Lione) Marie-Antoinette Katoto (Paris Saint-Germain) Kadidiatou Diani (Paris Saint-Germain) |
| 2022 | Christiane Endler (2) (Olympique Lione) | Paulina Dudek (Paris Saint-Germain) Griedge Mbock Bathy (Olympique Lione) Wendie Renard (2) (Olympique Lione) Sakina Karchaoui (2) (Paris Saint-Germain)              | Sara Däbritz (Paris Saint-Germain) Catarina Macario (Olympique Lione) Grace Geyoro (2) (Paris Saint-Germain)        | Clara Matéo (Paris FC) Kadidiatou Diani (2) (Paris Saint-Germain) Marie-Antoinette Katoto (2) (Paris Saint-Germain)       |
| 2023 | Christiane Endler (3) (Olympique Lione) | Sakina Karchaoui (3) (Paris Saint-Germain) Elisa De Almeida (Paris Saint-Germain) Wendie Renard (3) (Olympique Lione) Ellie Carpenter (Olympique Lione)               | Grace Geyoro (3) (Paris Saint-Germain) Lindsey Horan (Olympique Lione) Léa Le Garrec (Fleury)                       | Delphine Cascarino (2) (Olympique Lione) Kadidiatou Diani (3) (Paris Saint-Germain) Rosemonde Kouassi (Fleury)            |
| 2024 | Chiamaka Nnadozie (Paris FC)            | Sakina Karchaoui (4) (Paris Saint-Germain) Griedge Mbock Bathy (2) (Olympique Lione) Elisa De Almeida (2) (Paris Saint-Germain) Ellie Carpenter (2) (Olympique Lione) | Lindsey Horan (2) (Olympique Lione) Inès Benyahia (Le Havre) Grace Geyoro (4) (Paris Saint-Germain)                 | Delphine Cascarino (3) (Olympique Lione) Tabitha Chawinga (Paris Saint-Germain) Eugénie Le Sommer (Olympique Lione)       |
| 2025 | Christiane Endler (4) (Olympique Lione) | Selma Bacha (Olympique Lione) Vanessa Gilles (Olympique Lione) Wendie Renard (4) (Olympique Lione) Ellie Carpenter (3) (Olympique Lione)                              | Melchie Dumornay (Olympique Lione) Lindsey Horan-Heaps (3) (Olympique Lione) Grace Geyoro (5) (Paris Saint-Germain) | Kadidiatou Diani (4) (Olympique Lione) Clara Matéo (2) (Paris FC) Tabitha Chawinga (2) (Olympique Lione)                  |

### Arbitraggio
Tra il 2002 e il 2006 veniva assrgnato un trofeo speciale dalla Direction technique nationale de l'arbitrage (DTNA, rinominata Direction nationale de l'arbitrage - DNA - nel 2004). A partire dal 2007 viene assegnato un trofeo al miglior arbitro dell'anno. Sempre nel 2007 è stato assegnato anche un trofeo speciale a Nelly Viennot per la fine della sua carriera arbitrale.
| Anno | Trofeo speciale DNA                                      | Trofeo speciale DNA                              |
| ---- | -------------------------------------------------------- | ------------------------------------------------ |
| 2002 | Gilles Veissière                                         | Gilles Veissière                                 |
| 2003 | Gilles Veissière (2) e Nelly Viennot                     | Gilles Veissière (2) e Nelly Viennot             |
| 2004 | Bertrand Layec                                           | Bertrand Layec                                   |
| 2005 | Bruno Coué, Patrick Lhermitte e Vincent Texier           | Bruno Coué, Patrick Lhermitte e Vincent Texier   |
| 2006 | Lionel Dagorne, Eric Poulat e Vincent Texier (2)         | Lionel Dagorne, Eric Poulat e Vincent Texier (2) |
| Anno | Miglior arbitro                                          | Trofeo speciale                                  |
| 2007 | Bertrand Layec (2)                                       | Nelly Viennot (2)                                |
| 2008 | Stéphane Lannoy e Karine Vives Solana                    |                                                  |
| 2009 | Antony Gautier e Clément Turpin                          |                                                  |
| 2010 | Stéphane Lannoy (2)                                      |                                                  |
| 2011 | Antony Gautier (2), Clément Turpin (2) e Nicolas Pottier |                                                  |
| 2012 | Stéphane Lannoy (3)                                      |                                                  |
| 2013 | Silas Billong, Laurent Quievreux e Jérémy Stinat         |                                                  |
| 2014 | Ruddy Buquet, Frédéric Cano e Stéphanie Frappart         |                                                  |

### Altri trofei
| Anno | Oscar d'onore                                                      | Oscar d'onore            |
| ---- | ------------------------------------------------------------------ | ------------------------ |
| 1996 | Jean-Luc Ettori (Monaco)                                           | Jean-Luc Ettori (Monaco) |
| Anno | Trofeo d'onore                                                     | Trofeo speciale          |
| 2003 | Alain Roche                                                        |                          |
| 2004 | Laurent Blanc                                                      |                          |
| 2005 | Marcel Desailly                                                    | Corinne Diacre (Soyaux)  |
| 2006 | Olympique Lione                                                    |                          |
| 2007 | Zinédine Zidane                                                    |                          |
| 2008 | France 98                                                          | Just Fontaine            |
| 2009 | Lilian Thuram                                                      |                          |
| 2010 | Claude Makélélé (Paris Saint-Germain)                              |                          |
| 2011 | Just Fontaine, Michel Hidalgo, Philippe Piat e Sylvain Kastendeuch |                          |
| 2012 | Nazionale di calcio femminile della Francia                        | Mathieu Bodmer           |
| 2013 | Grégory Coupet                                                     |                          |
| 2014 | Mickaël Landreau                                                   | Peace and Sport          |

Sono stati inoltre assegnati altri premi speciali nel 2003 e nel 2014. Nella prima occasione un premio per il fair play a Mickaël Landreau del Nantes e il "Premio dirigente dell'anno" al presidente del Le Havre Jean-Pierre Louvel. Nella seconda il "Trophée fondation du football/UNFP" a Sylvain Armand del Rennes.
Nel 2011, in occasione della ventesima edizione del premio, è stata scelta la formazione ideale del ventennio votata dal pubblico tramite un sondaggio su Internet. Sono stati prescelti 10 Nazionali francesi, di cui 8 campioni del Mondo 1998, e un solo giocatore straniero, il portoghese Pauleta. L'allenatore più votato è stato Didier Deschamps, ench'egli campione del Mondo come giocatore nel 1998.
| Portiere       | Difensori                                                       | Centrocampisti                                            | Attaccanti                | Allenatore       |
| -------------- | --------------------------------------------------------------- | --------------------------------------------------------- | ------------------------- | ---------------- |
| Fabien Barthez | Christian Karembeu Lilian Thuram Laurent Blanc Bixente Lizarazu | Patrick Vieira Robert Pirès Franck Ribéry Zinédine Zidane | Jean-Pierre Papin Pauleta | Didier Deschamps |